# Capuchinos de Sarriá
Los Capuchinos de Sarriá son una comunidad de los Capuchinos que se instaló en Barcelona en 1578 por una petición del Consejo de Ciento, en contra de la voluntad del rey Felipe II. 

## Historia

### Inicios

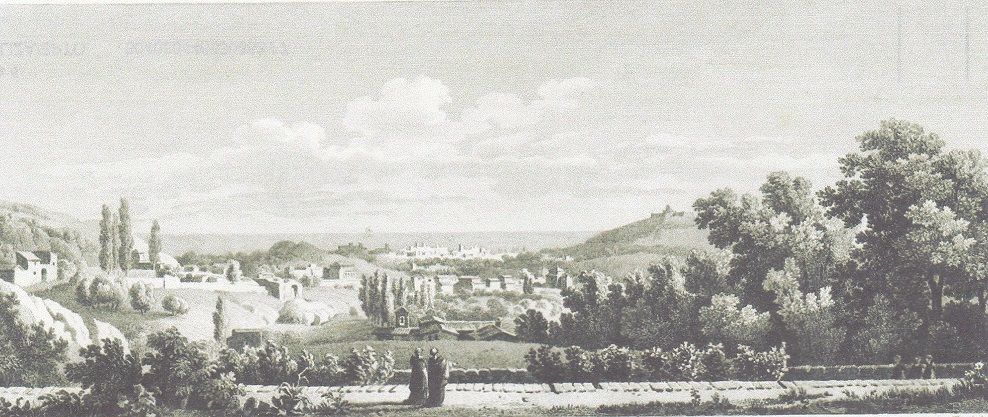
Vista de Barcelona desde el convento de los capuchinos en el Desierto de Sarrià

Tras ser requeridos por el Consejo de Ciento en 1578, vinieron unos capuchinos de Italia, que se instalaron provisionalmente en la ermita de Santa Madrona de Montjuic. Después de un breve período allí, estuvieron durante un breve período en San Gervasio de Cassolas, pero ya el mismo año se trasladaron a unos terrenos llamados el Desierto de Sarriá, donde estaba la ermita de Santa Eulalia. Esta ermita se había construido a mediados del siglo XV en el lugar llamado desierto de Sarriá, en un lugar donde tradicionalmente se consideraba que había nacido y vivido esta insigne mártir barcelonesa. Así pues, el mismo 1578, el lugar se cedió a los frailes capuchinos, para que ellos fundaran un convento, que fue el primero de la península ibérica del orden capuchino. En el Desierto de Sarriá se instauró un noviciado. Este protoconvento coexistió con el de Montcalvari, fundado también en aquellos años fuera de las murallas de Barcelona. En el asedio de 1714 durante la Guerra de Sucesión Española el convento fue ocupado militarmente, pero buena parte de los capuchinos se pudieron quedar para el servicio religioso y el lugar fue respetado.
El convento de Sarriá fue el primero de los capuchinos en tierras ibéricas, y desapareció en 1835 con la confiscación de los bienes de la Iglesia durante la desamortización de Mendizábal. Sus terrenos fueron a parar a manos del italiano Enrico Sisley, a quien se le concedieron los terrenos de manera dudosa y sin explicación lógica.

### Restauración
Tras unos años y después de los intentos infructuosos para recuperar el antiguo convento, una familia de Sarriá, los Ponsich, hicieron donación de los terrenos actuales, donde empezó a construirse un nuevo convento en 1887. A partir de 1900, se convirtió en sede de la curia provincial, casa de estudios y centro de irradiación intelectual frecuentado por novecentistas ilustres como Josep Carner, Carles Riba, Jaume Bofill, Francesc Pujols y Francisco Cambó. El convento fue un centro importante de estudios bíblicos, con figuras como Antoni M. de Barcelona o Marc de Castellví. El padre Miquel d'Esplugues fue presidente de la Fundación Bíblica Catalana, de la que, entre otros trabajos, es la versión al catalán de los textos originales, casi contemporánea de la otra versión, la de Montserrat (del padre Bonaventura Ubach). Esta tradición biblista ha continuado hasta la actualidad con estudiosos como Frederic Raurell, Enric Cortès o Jordi Cervera.
Miquel d'Esplugues también fundó y dirigió la revista Estudios Franciscanos en 1907, que aún se edita, después de dejarse de editar durante un breve paréntesis después de la Guerra Civil Española. También fundó en 1925 la primera revista catalana de filosofía, Criterion (1925-1936). 

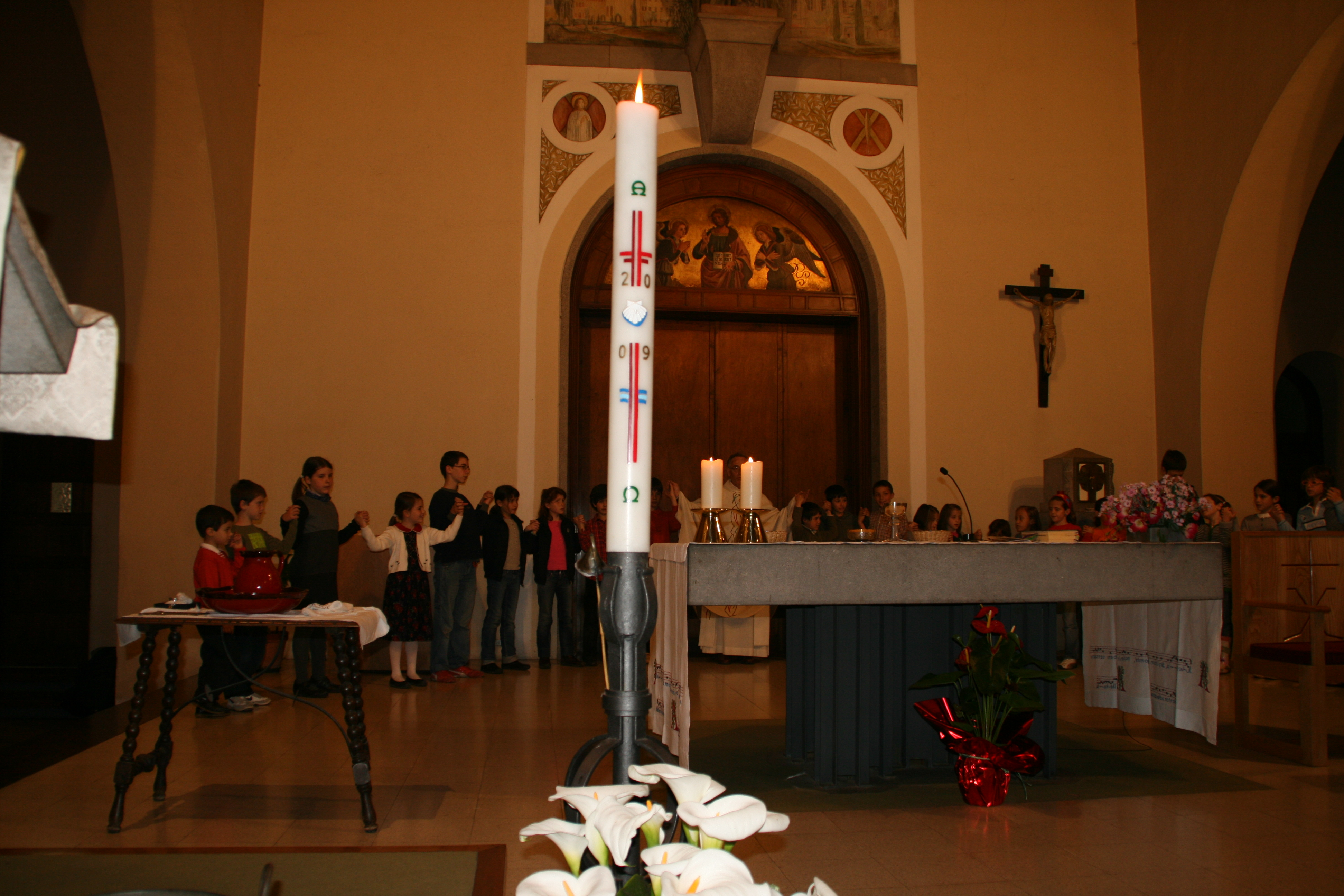
Interior de la iglesia de los Capuchinos de Sarriá

En 1936 el convento fue incendiado y saqueado por las milicias anarquistas, pero los vecinos ayudaron a salvar una buena parte de la biblioteca. En 1939 empezó la restauración bajo la dirección del arquitecto Pere Benavent. La revista Estudis Franciscans volvió a editarse a partir de 1948, de la mano de fray Basili de Rubí, primer editor suyo después de su reinicio. También se volvió a editar después de la Guerra Civil Criterion, ahora como colección de temas filosóficos y religiosos, en 1959. Basili de Rubí fue el nuevo iniciador, y su sucesor, por poco tiempo, Àlvar Maduell. La colección había de ser en principio revista, pero las leyes de prensa del ministro Manuel Fraga Iribarne no lo autorizaron, y la revista cerró en 1969.
Durante los años cincuenta del siglo XX, y por iniciativa de fray Basili de Rubí, nació la asociación Franciscalia. Era una asociación con cobertura canónica para la espiritulidad y la cultura. Tuvo colaboradores laicos de relieve como Roc Llorens, Josep Maria Piñol, Jordi Maragall o Tomás Carreras y Artau, entre otros.
En 1966 el convento acogió un encuentro de estudiantes, conocido como Capuchinada, donde tuvo lugar la asamblea constitutiva del Sindicato Democrático de Estudiantes de la Universidad de Barcelona (SDEUB). La actuación de la policía, que rodeó el convento durante tres días, generó un amplio apoyo popular que incluso tuvo eco internacional.
Bajo el altar de una capilla, en una urna, están los restos de nueve de los veintiséis (el resto no se ha encontrado) mártires capuchinos en el inicio de la guerra civil española, beatificados el 21 de noviembre de 2015 en la catedral de Barcelona.
Actualmente, el convento de Sarriá es sede del Museo Etnográfico Misional, de la Biblioteca Hispanocaputxina y del Archivo Provincial de los Capuchinos de Cataluña y Baleares, entre otros. En 2006 recibió la Medalla de Honor de Barcelona.

## Capuchinos ilustres
Musicos / Compositores / Organistas
• Robert de la Riba (nombre propio Joan Sans i Balsells)

### Misioneros
- Josep Busquets i Quintana
- Camil Plàcid Crous i Salichs
- Maties Solà i Farell
- Francesc Xavier Vilà i Mateu

### Filósofos
- Miquel d'Esplugues
- Jordi Llimona i Barret

### Historiadores
- Basili de Rubí
- Nolasc del Molar
- Martí de Barcelona
- Valentí Serra de Manresa

### Teólogos
- Joan Botam
- Esteve Blanch i Busquets

### Biblistas
- Antoni Maria de Barcelona.
- Marc de Castellví.
- Frederic Raurell.
- Enric Cortés.
- Jordi Cervera.

## Publicaciones
- Estudios Franciscanos. Es una revista de estudios eclesiásticos y franciscanos fundada, con finalidades apologéticas, por Miquel d'Esplugues en 1907. Dejó de editarse en 1936 y se volvió a editar a partir de 1948. Actualmente, es el órgano científico de investigación de todas las provincias capuchinas de España y Portugal. Publica artículos en todas las lenguas habladas en la península ibérica.
- Catalunya Franciscana. Nace en el año 1926 en atención al Tercer Orden Franciscano. El director actual es Josep Manuel Vallejo.